# 两次世界大战之间的国际关系
《两次世界大战之间的国际关系1919-1939》（英語：International Relations Between the Two World Wars: 1919–1939）是英国历史学家、国际关系学家爱德华·霍列特·卡尔的代表作之一。该书简明扼要地介绍了两次世界大战之间的历史，并且指出了第二次世界大战爆发的必然性。

## 主要内容
本书出版于1939年。全书以巴黎和会为开端、德国入侵波兰为结局，简明扼要地介绍了第一次世界大战之后国际关系的建立和发展，一针见血地指出了第二次世界大战爆发的必然性。书中辛辣地指责了美、英、法等国为了一己私欲操纵国际关系、奴役战败国、一味姑息讨好纳粹德国的野心不惜牺牲小国利益的可耻行为。
本书主要篇幅关注于欧洲大陆，尤其是德国和苏联两国。对于亚洲、太平洋地区的历史事件仅仅一笔带过。